# Voet (Adelsgeschlecht)

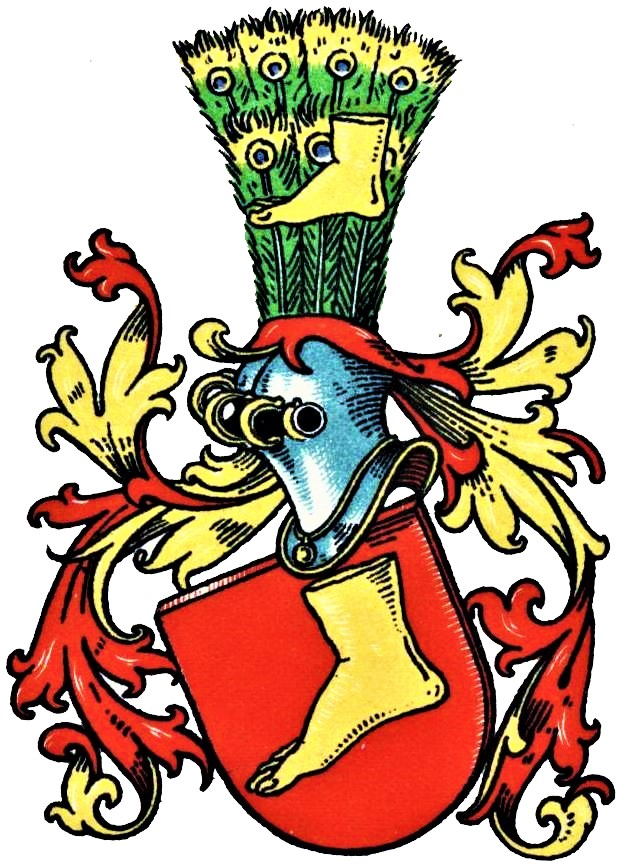
Wappen der Voet im Wappenbuch des Westfälischen Adels

Voet (auch: Foet, Voeth o. ä.) ist der Name eines erloschenen niederländisch-westfälischen Adelsgeschlechts.
Das Geschlecht ist von einer flämisch-niederländischen wappenverschiedenen Familie Voet (genannt Vormexede) zu unterscheiden.

## Geschichte
Das Geschlecht war in der Grafschaft Bentheim und auf der Kolvenburg bei Billerbeck im westlichen Münsterland ansässig. Bereits 1383 gehörte die Kolvenburg Rudolf Voet (Roleff Voet), der auf der Burg wohnte. Er vergrößerte den Besitz durch Ankauf benachbarter Güter. Nach seiner Familie wurde die Burg auch Voetshus genannt. Als Florike Voet Ende des 15. Jahrhunderts kinderlos starb, gelangte der Besitz über Blideke Voet spätestens 1494 an ihren Sohn Gottfried (Godeke) von Münster. Die Familie erlosch im Niederländischen 1766.

## Persönlichkeiten
- Bernhard Voet († 1465), Domherr in Münster
- Wennemar Voet († 1509), Vizedominus und Domherr in Münster

## Wappen
Blasonierung: In Rot ein nach rechts gerichteter bloßer Fuß. Auf dem Helm ein grüner Pfauenbusch, davor der Fuß. Die Helmdecken sind rot-golden.